# Pierre Tixier
Pierre Paul Marie Tixier (* 8. Dezember 1918 in Lorient, Bretagne; † 3. Oktober 1997 in Le Blanc-Mesnil, Département Seine-Saint-Denis) war ein französischer Bryologe. Sein botanisches Autorenkürzel lautet „Tixier“.

## Leben
Tixier war der Sohn von Paul Marie Tixier und seiner österreichischen Frau Josepha Ramharter. Sein Vater war Polytechniker und Generalmajor der Kolonialartillerie. Bereits in jungen Jahren folgte er seinen Vater nach Indochina und Madagaskar. Seine Grund- und Sekundarschulbildung absolvierte er in Frankreich, Vietnam und Madagaskar. 1943 machte er seine Abschlüsse in den Naturwissenschaften und Agrarwissenschaften an der Institut national agronomique Paris Grignon (INA) und 1944 folgte ein Abschluss in tropischer Landwirtschaft an der École supérieure d’application d’agriculture tropicale in Paris. Anschließend studierte er Jura und Wirtschaftswissenschaften. Im Jahr 1958 wurde er zum Korrespondenten des Muséum national d’histoire naturelle in Paris ernannt. Tixier promovierte 1966 an der wissenschaftlichen Fakultät der Universität Aix-Marseille über die Bergflora und Vegetation in Südostasien zum Doktor der Naturwissenschaften.
1942 trat er in das Institut de recherches sur le caoutchouc ein und 1946 ließ er sich in Indochina nieder, wo er bis 1954 in der Provinz Saigon ein physiologisches Labor und ein phytopathologisches Labor leitete. 
Nach seiner Ernennung zum Lehrer am Gymnasium in Vientiane in Laos und später in Đà Lạt in Vietnam führte er Expeditionen in Laos durch, wurde zum Spezialisten für indochinesische Orchideen und arbeitete mit Professor André Guillaumin vom Muséum national d’histoire naturelle und später mit Gérard de Sigaldi, dem Leiter der Kautschukplantagen des Pasteur-Instituts in Nha Trang zusammen. Auf Anraten von Roger Heim, dem damaligen Direktor des Muséum national d’histoire naturelle, widmete er sich ab 1957 der Bryologie Indochinas und bereiste einen großen Teil Vietnams. 1965 erhielt er ein Forschungsstipendium von der Southeast Asia Treaty Organization (SEATO), mit dem er das damalige Ostpakistan, den Distrikt Chittagon, das Khao-Khiao-Massiv in Thailand sowie die Grenzen von Burma und Kambodscha erkunden konnte. Später bereiste er die Philippinen, einschließlich den Norden Luzons, Kambodscha, in das Tenasserim-Gebirge, das Bolaven-Plateau in Laos, Malaysia und Burma. Von jeder dieser Reisen trug er reiche Sammlungen von Bryophyten zusammen.
1966 wurde Tixier zum Professor an der wissenschaftlichen Fakultät der Royal University of Phnom Penh in Kambodscha ernannt, wo er das Zertifikat für höhere Studien in Botanik einführte. Der Kriegszustand in Vietnam und Kambodscha zwang ihn 1972 dazu, den Fernen Osten zu verlassen. Von 1972 bis 1974 arbeitete als Universitätsprofessor am Institut agronomique d’El-Harrach in Algerien. Von 1974 bis 1979 war er an der École supérieure d’agronomie der Université d’Antananarivo in Madagaskar tätig und von 1979 bis 1982 arbeitete er an der Abdou-Moumouni-Universität Niamey in Niger und sammelte Moose und Lebermoose. 1980 reiste er nach Haiti und 1988 nach Französisch-Guayana.
1982 wurde er zum Professor für Pflanzenbiologie an der Universität Paris XII im Département Val-de-Marne ernannt und 1989 ging er in den Ruhestand.
Tixiers umfangreiches und vielseitiges Werk befasst sich mit bestimmten Phanerogamen, der landwirtschaftlichen Produktion, der Karyologie und der Speziation, hauptsächlich aber mit der Morphologie und Systematik von Moosen und Lebermoosen. 
Tixier schrieb Monographien über mehrere Gattungen, darunter Tuyamaella, Syrrhopodon, Glossadelphus und Calymperopsis. Er veröffentlichte bryologische Inventare verschiedener Regionen der indochinesischen Halbinsel, des Pazifiks und Afrikas, Anmerkungen zu den Gattungen Diplasiolejeunea und Cololejeunea, Beschreibungen neuer Gattungen, darunter Jovetastella, Otolejeunea sowie Allorgella, und zahlreicher neuer Arten.

## Dedikationsnamen
- Bulbophyllum tixieri Seidenf.
- Syrrhopodon tixieri W.D.Reese
- Cololejeunea tixieri Onr.
- Colura tixieri Jovet-Ast
- Oberonia tixieri Guillaumin
- Plagiochila tixieri Inoue
- Crepidium tixieri (Seidenf.) Szlach.
- Frullania tixieri S.Hatt.
- Phyllanthus tixieri M.Schmid
- Erycibe tixieri Deroin
- Porella campylophylla var. tixieri (Pócs) S.Hatt.